# Мудходжи II Бхонсле
Мудходжи (Мадходжи) II Бхонсале, также известен как Аппа Сахиб (умер 15 июля 1840 года) — махараджа Нагпура из династии Бхонсле (1817—1818). Его правление совпало с Третьей англо-маратхской войной между империей Маратхов и Британской Ост-Индской компанией, которая закончилась поражением маратхов.

## Биография
Махараджа Нагпура Рагоджи II Бхонсле скончался 22 марта 1816 года. Ему наследовал его сын Парсоджи Бхонсле, который был паралитиком, слепым и умственно отсталым. Регентшей княжества стала Бака Бай, мать Парсоджи. Ему помогал в управлении Дхармаджи Бхонсле, незаконнорожденный сын Рагходжи, отца Парсоджи, хранитель княжеской казны и один из командиров армии.
Аппа Сахиб Бхонсле, двоюродный брат, не имеющий законного права на корону (сын Вьянкоджи Бхонсле, брат Рагходжи II), был единственным, кто мог претендовать на престол. Аппа Сахиб пользовался поддержкой многих придворных. В борьбе за власть Аппа Сахиб 11 апреля 1816 года арестовал Дхармаджи Бхонсле, захватив фактическую власть и княжескую казну. 5 мая 1816 года Дхармаджи был убит по приказу Аппы Сахиба. 1 февраля 1817 года махараджа Парсоджи был найден мертвым в своей постели, вероятно, убитой его охранниками, подкупленными Аппой Сахибом. Аппа Сахиб был возведен на трон под именем Мудходжи II и коронован 21 апреля 1817 года.
27 мая 1816 года Мудходжи заключил союзный договор с Британской Ост-Индской компанией, предусматривающий содержание британцами вспомогательных сил. С 1799 года при княжеском дворе Нагпура был назначен британский резидент. В 1817 году, с началом войны между британцами и пешвой, Аппа Сахиб сбросил свой плащ дружбы и принял посольство и титул от пешвы. Его войска атаковали англичан и потерпели поражение в битве при Ситабальди и во второй раз при городе Нагпур. В результате этих сражений оставшаяся часть Берара и территории в долине Нармады были переданы британцам. Аппа Сахиб был восстановлен на троне, но вскоре после этого было обнаружено, что он снова участвовал в заговоре, был свергнут и отправлен под стражу в Аллахабад, в то время как британцы посадили его несовершеннолетнего преемника Рагходжи III Бхонсле, на трон Нагпура. Однако по дороге он подкупил своих охранников и бежал, сначала в горы Махадео, а затем в Пенджаб. Раджа Мансингх из Джодхпура предоставил ему убежище в Ман Мандире в Джодхпур против воли британцев. Когда британцы послали войска против Ман Сингха, он поручился за Аппа Сахиба. Аппа Сахиб остался в Джодхпуре, где он умер 15 июля 1840 года в возрасте 44 лет, находясь в изгнании.